# بخش کلکته
بخش کلکته (به انگلیسی: Kolkata district) یک منطقهٔ مسکونی در هند است که در بخش ریاست جمهوری واقع شده‌است. بخش کلکته ۱۸۵ کیلومتر مربع مساحت و ۴٬۴۹۶٬۶۹۴ نفر جمعیت دارد.